# Tom Beugelsdijk
Tom Beugelsdijk (Aussprache [ˈtɔm ˈbøː.ɣəls.ˌdɛi̯k]; * 6. August 1990 in Den Haag, Südholland) ist ein niederländischer Fußballspieler. Der Innenverteidiger spielt seit August 2020 für Sparta Rotterdam in der niederländischen Eredivisie.

## Karriere
Beugelsdijk wechselte 2000 vom RVC Rijswijk in die Jugend von ADO Den Haag. Beim Klub aus seiner Heimatstadt hatte er zunächst keine Aussicht auf einen Platz in der ersten Elf, so dass ADO ihn 2010 für eine Saison an den FC Dordrecht verlieh. In der Eerste Divisie konnte er sich gleich durchsetzen und eroberte sich einen Stammplatz in der Innenverteidigung des Zweitligisten. Vom Radio- und Fernsehsender RTV Rijnmond wurde er zum Spieler des Jahres gewählt und damit Nachfolger von Nationalspieler Ron Vlaar. Die Ausleihe wurde für eine weitere Saison erneuert, ehe Beugelsdijk 2012 zu seinem Stammverein zurückkehrte. Auch in der Eredivisie zeigte er gute Leistungen und avancierte innerhalb seiner zwei Jahre zum Publikumsliebling der ADO-Fans. Vor seinem Wechsel nach Deutschland wurde Beugelsdijk als „wertvollster Spieler“ seiner Mannschaft in der Saison 2013/14 angesehen, die das von Henk Fräser trainierte Team als Tabellenneunter abschloss. Auch englische Vereine zeigten Interesse an dem langen Verteidiger. Er entschied sich jedoch für die zweite deutsche Liga, um sich zunächst im Ausland durchzusetzen, weiterzuentwickeln und damit für größere Klubs zu empfehlen. Grund sei, dass bereits zu viele niederländische Erstligaspieler im Ausland auf höchstem Niveau gescheitert seien. Mit dem FSV Frankfurt schloss er zur Saison 2014/15 einen Vertrag über zwei Jahre. Bereits nach einer Saison wechselte er zurück in die Niederlande, und unterschrieb einen Dreijahresvertrag bei ADO Den Haag. Nach 130 Pflichtspielen und neun Treffern wechselte er im Sommer 2020 weiter zum Ligarivalen Sparta Rotterdam.

## Trivia
Beugelsdijks acht Jahre älterer Bruder Michel ist von Beruf Zauberkünstler.